# Organza

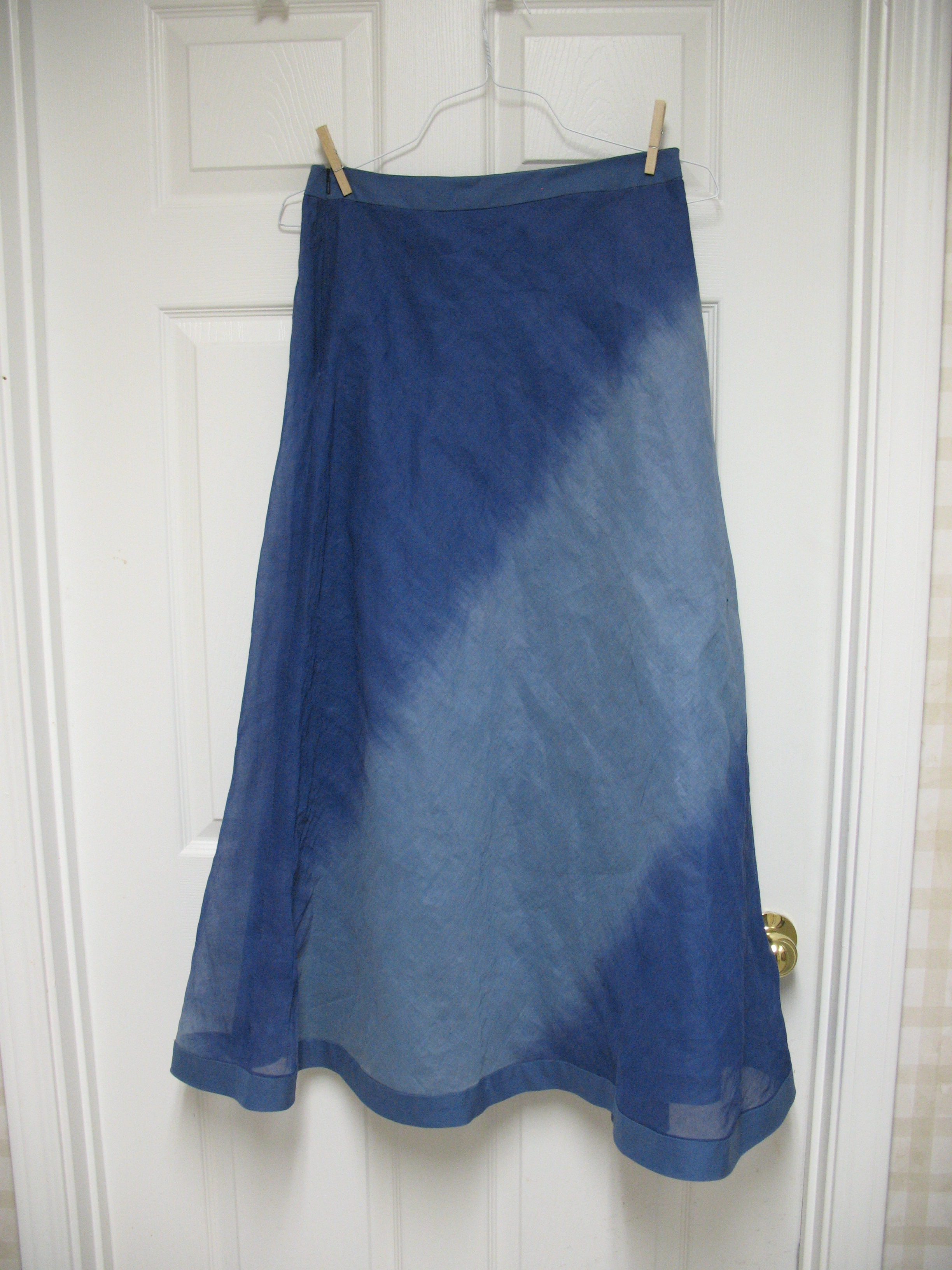
Saia feita em organza

Organza é um tecido fino e liso, de tecido puro tradicionalmente feito de seda. Muitas organzas modernas são tecidas com fibras de filamentos sintéticos como poliéster ou náilon. A organza da seda é tecida por vários moinhos ao longo do rio Yangtzé e na província de Zhejiang, na China. Uma organza de seda mais grosseira é tecida na área de Bangalore, na Índia. Organzas de luxo feitas de seda são tecidas na França e na Itália.

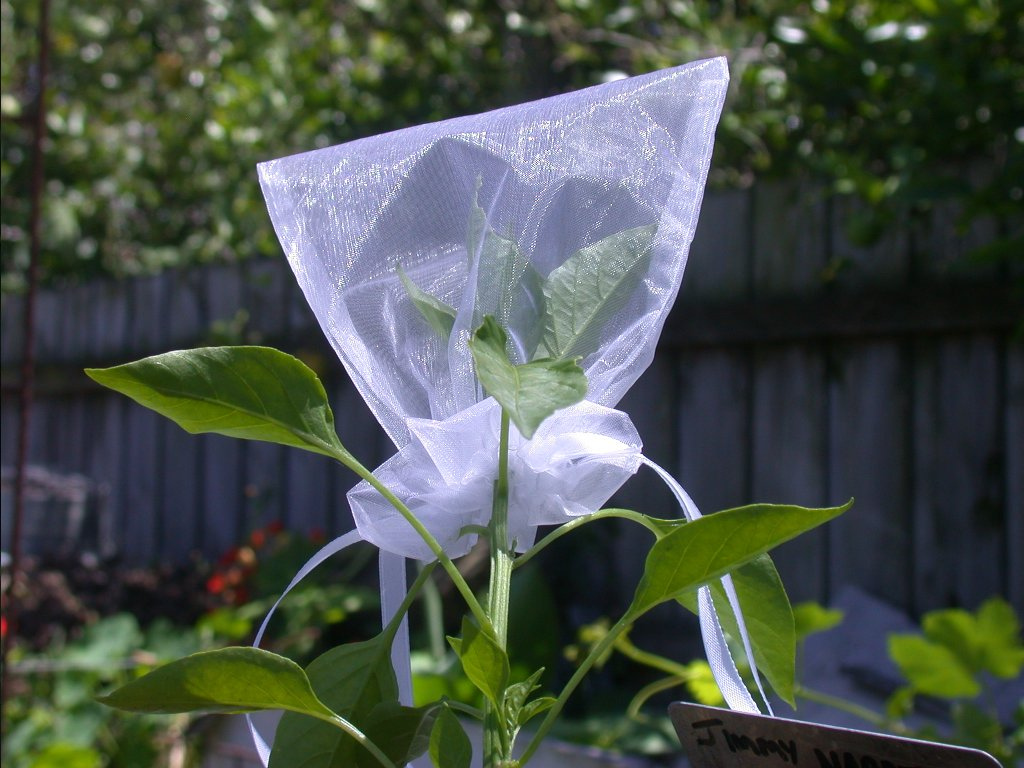
Saco de organza protegendo uma planta

O seu nome vem da cidade de Kunya-Urgench no Turquestão (atual Turcomenistão).
A organza é utilizada para coser vestidos de casamento, cortinas, abajures e lençóis.